# La lengua asesina (película)
La lengua asesina es una película de 1996, coproducción entre España y Reino Unido, nominada a los Premios Goya por sus efectos especiales.
El grupo Fangoria colaboró con la banda sonora y en el reparto contaron con Robert Englund y Doug Bradley.

## Argumento
Candy y Johnny son una pareja de atracadores que se libran de sus socios tras su último golpe, con tan mala suerte que la policía atrapa y encarcela a Johnny. Candy decide ocultarse en un convento y tomar los hábitos.
Pasado el tiempo, Johnny por fin le escribe avisándole que en unos días será libre y la cita en un burdel próximo a donde cumple condena. Candy se despide de Rita, la única amiga que ha hecho allí y parte en su coche con sus caniches.
Al llegar al burdel, lo encuentra abandonado y decide instalarse allí. Un meteorito cae en el valle y un pequeño fragmento llega a la sopa de Candy. El pelo de Candy se vuelve entonces negro, al igual que toda su piel, excepto la cara. Los caniches se transforman en hombres que se visten con las ropas que encuentran, asumiendo que son drag queens. 
Rita, en el convento, ha tenido la revelación de que el meteorito es algo maligno, pero al ser muda no consigue explicárselo al resto de hermanas y termina yendo en su búsqueda para destruirlo.
Uno de los antiguos socios de Johnny y Candy da con esta última en el burdel, queriendo recuperar su parte del último botín, pero entonces de la boca de Candy sale una lengua enorme, como una serpiente, que atraviesa al hombre y lo mata. 
Candy ordena a sus caniches con forma humana que busquen a Johhny para decirle que corre peligro y lo necesita. Los caniches se las ingenian para burlar la seguridad del campo de trabajos donde está Johhny y hacerle llegar el mensaje.
Johnny está cansado de soportar el hostigamiento del director de prisiones, por lo que no duda en planear una fuga, a pesar de que le quedan unos días para ser libre. Intenta hacerlo cuando es trasladado por un solo guardia en un jeep, pero encuentran el meteorito, que hace explotar al guardia y deja a Johnny malherido.
Candy se da cuenta de que la lengua tiene voluntad propia y trata de luchar contra ella sin éxito. Los caniches tratan de apaciguar el hambre de su ama llevándole algunos humanos, que esta mata y devora a través de su descomunal lengua. 
Rita encuentra a Johnny y logra curarlo. Tienen relaciones sexuales y Candy los encuentra, los empuja hacia un barranco y los da por muertos. Entonces descubre que está embarazada de la lengua y poco a poco va dejando de ser humana.
Johhny y Rita logran sobrevivir, se unen al director de prisiones y deciden dar caza a Candy y sus caniches. El resto de monjas también se les unen. Los acorralan en una iglesia y enseguida matan con facilidad a los secuaces de Candy, ella se resiste, pero termina cayendo en un profundo pozo sin fondo.

## Reparto principal
- Candy – Melinda Clarke
- Johnny – Jason Durr
- Rita – Mapi Galán
- Director de prisiones - Robert Englund
- Hermana superiora - Mabel Karr
- Wig - Doug Bradley
- Rudolph - Jonathan Rhys Meyers

## Banda sonora
Los catorce temas de la banda sonora se editaron en un CD producido por Edel y además de Fangoria, contó con otros múscos conocidos, como Carlos Berlanga.

## Premios y nominaciones
- Mejor dirección Fantfestival 1997.
- Mejores efectos especiales Fantasporto 1997.
- Nominada a mejor película en Fantasporto 1997.
- Nominada a mejores efectos especiales en Premios Goya 1997.
- Mejor actriz el Festival de cine de Sitges 1996.
- Nominada a mejor película en el Festival de cine de Sitges 1996.